# 千葉耕太
千葉 耕太（ちば こうた、1998年4月22日 - ）は、岩手県盛岡市出身の元プロ野球選手（投手）。右投右打。NPBでは育成選手であった。

## 経歴

### プロ入り前
小学1年から盛岡市立好摩小学校で野球を始める。盛岡市立巻堀中学校では軟式野球部に所属した。
花巻東高校進学後は、2年の夏に1学年先輩のエース高橋樹也を擁し、第97回全国高等学校野球選手権大会に出場。2回戦の敦賀気比高校戦では7番ライトで出場し、平沼翔太からヒットを放った。3回戦の仙台育英高校戦では2打数0安打に終わり、チームも敗れた。2年秋から右肩痛を発症。3年夏も右肩痛の影響で登板機会が無く、4番ライトで出場したが、岩手県大会初戦の盛岡工業高校に敗れた。
2016年10月20日に行われたプロ野球ドラフト会議で東北楽天ゴールデンイーグルスに育成ドラフト1巡目で、投手として指名され、支度金200万円、年俸240万円で合意、入団。背番号は128に決まった。

### 楽天時代
2019年7月1日にルートインBCリーグに所属する埼玉武蔵ヒートベアーズに派遣されることが発表された。背番号は55。
10月31日にNPBから自由契約選手として公示された。

### 現役引退後
2019年11月24日に現役引退と球団が運営するベースボールスクール「イーグルスアカデミー」のコーチ就任が発表された。

## 選手としての特徴・人物
191cmの身長から投げ下ろす最速144km/hのストレートと非凡な打撃センスの持ち主であり、同じ花巻東高校出身であることから「大谷2世」とも呼ばれていた。プロでは投手としてプレーしていた。

## 詳細情報

### 年度別投手成績
- 一軍公式戦出場なし

### 独立リーグでの投手成績
| 年 度     | 球 団     | 登 板 | 勝 利 | 敗 戦 | セ 丨 ブ | 完 投 | 勝 率 | 投 球 回 | 打 者 | 被 安 打 | 被 本 塁 打 | 奪 三 振 | 与 四 球 | 与 死 球 | 失 点 | 自 責 点 | 暴 投 | ボ 丨 ク | 防 御 率 | W H I P |
| --------- | --------- | ----- | ----- | ----- | -------- | ----- | ----- | -------- | ----- | -------- | ----------- | -------- | -------- | -------- | ----- | -------- | ----- | -------- | -------- | ------- |
| 2019      | 武蔵      | 2     | 0     | 0     | 0        | 0     | ----  | 3.2      | 26    | 6        | 0           | 2        | 10       | 0        | 9     | 8        | 0     | 0        | 19.64    | 4.36    |
| 通算：1年 | 通算：1年 | 2     | 0     | 0     | 0        | 0     | ----  | 3.2      | 26    | 6        | 0           | 2        | 10       | 0        | 9     | 8        | 0     | 0        | 19.64    | 4.36    |

### 背番号
- 128（2017年 - 2019年）
- 55（2019年7月1日 - 2019年8月6日） ※武蔵ヒートベアーズ派遣時